# George Williams (voetballer)
George Christopher Williams (Milton Keynes, 7 september 1995) is een Welsh voetballer die bij voorkeur als offensieve middenvelder speelt. Daarnaast kan hij opgesteld worden als middelste aanvaller of hangende spits. Hij tekende in 2012 een contract bij Fulham FC. In 2014 debuteerde hij in het Welsh voetbalelftal.

## Clubcarrière
Williams werd geboren in Milton Keynes en sloot zich aan bij Milton Keynes Dons. Op 12 november 2011 debuteerde hij in de FA Cup tegen Nantwich Town. In die wedstrijd werd hij de jongste debutant voor MK Dons en de jongste speler die tot dan toe gescoord had in de FA Cup. In juni 2012 trok hij naar Fulham. Op 16 augustus 2014 debuteerde Williams in de Championship tegen Millwall.

## Interlandcarrière
Op 4 juni 2014 debuteerde hij in het Welsh voetbalelftal in een oefeninterland tegen Nederland. Hij werd opgeroepen als vervanger voor de geblesseerde Gareth Bale en mocht na zeventig minuten debuteren als international. Nederland won met 2–0, door doelpunten van Arjen Robben en Jeremain Lens. Bondscoach Chris Coleman liet nog twee andere Welshmen debuteren: ook Paul Dummett (Newcastle United FC) en James Chester (Hull City AFC) speelden hun eerste interland. Met Wales nam Williams deel aan het Europees kampioenschap voetbal 2016 in Frankrijk. Wales werd in de halve finale uitgeschakeld door Portugal (0–2), na in de eerdere twee knock-outwedstrijden Noord-Ierland (1–0) en België (3–1) te hebben verslagen.
| Interlands van George Williams voor Wales | Interlands van George Williams voor Wales | Interlands van George Williams voor Wales | Interlands van George Williams voor Wales | Interlands van George Williams voor Wales | Interlands van George Williams voor Wales | Interlands van George Williams voor Wales |
| №                                         | Datum                                     | Wedstrijd                                 | Uitslag                                   | Soort wedstrijd                           | Doelpunten                                |                                           |
| Als speler bij Fulham                     | Als speler bij Fulham                     | Als speler bij Fulham                     | Als speler bij Fulham                     | Als speler bij Fulham                     | Als speler bij Fulham                     | Als speler bij Fulham                     |
| ----------------------------------------- | ----------------------------------------- | ----------------------------------------- | ----------------------------------------- | ----------------------------------------- | ----------------------------------------- | ----------------------------------------- |
| 1.                                        | 4 juni 2014                               | Nederland – Wales                         | 2 – 0                                     | Vriendschappelijk                         |                                           |                                           |
| 2.                                        | 9 september 2014                          | Andorra – Wales                           | 1 – 2                                     | Kwalificatie EK 2016                      |                                           |                                           |
| 3.                                        | 10 oktober 2014                           | Wales – Bosnië en Herzegovina             | 0 – 0                                     | Kwalificatie EK 2016                      |                                           |                                           |
| 4.                                        | 13 oktober 2014                           | Wales – Cyprus                            | 2 – 1                                     | Kwalificatie EK 2016                      |                                           |                                           |
| 5.                                        | 16 november 2014                          | België – Wales                            | 0 – 0                                     | Kwalificatie EK 2016                      |                                           |                                           |
| 6.                                        | 13 november 2015                          | Wales – Nederland                         | 2 – 3                                     | Vriendschappelijk                         |                                           |                                           |
| Als speler bij Gillingham                 |                                           |                                           |                                           |                                           |                                           |                                           |
| 7.                                        | 24 maart 2016                             | Wales – Noord-Ierland                     | 1 – 1                                     | Vriendschappelijk                         |                                           |                                           |

Bijgewerkt op 7 juli 2016.
1 Leno ·
2 Tete ·
3 Bassey ·
5 Andersen ·
6 Reed ·
7 Jiménez ·
8 Wilson ·
9 Muniz ·
10 Cairney  ·
11 Traoré ·
12 Vinícius ·
15 Cuenca ·
16 Berge ·
17 Iwobi ·
18 Pereira ·
19 Nelson ·
20 Lukić ·
21 Castagne ·
22 Willian ·
23 Benda ·
30 Sessegnon ·
31 Diop ·
32 Smith Rowe ·
33 Robinson ·
Coach: Silva
· Assistent-coach: Santos
1 Hennessey ·
2 Gunter ·
3 Taylor ·
4 Davies ·
5 Chester ·
6 A. Williams  ·
7 Allen ·
8 King ·
9 Robson-Kanu ·
10 Ramsey ·
11 Bale ·
12 Fôn Williams ·
13 G. Williams ·
14 Edwards ·
15 Richards ·
16 Ledley ·
17 Cotterill · 
18 Vokes ·
19 Collins ·
20 J. Williams ·
21 Ward ·
22 Vaughan · 
23 Church · 
Coach: Coleman